# Nowshera
Nowshera (ook gespeld als Naushera of Nowshehra) is een stad en “notified area” in het district Rajouri van het Indiase unieterritorium Jammu en Kasjmir.

## Demografie
Volgens de Indiase volkstelling van 2001 wonen er 4.415 mensen in Nowshera, waarvan 52% mannelijk en 48% vrouwelijk is. De plaats heeft een alfabetiseringsgraad van 79%.